# Serder Serderov
Serder Serderov (Majachkalá, Rusia, 10 de marzo de 1994) es un futbolista ruso. Juega como centrocampista y su equipo es el F. C. Dynamo Majachkalá de la Liga Premier de Rusia.

## Trayectoria

### CSKA Moscú
Serderov fue parte de la academia de RSDYuShOR-2 Makhachkala, jugando para los equipos juveniles del Anzhí Majachkalá, antes de irse al CSKA Moscú a la edad de 14 años. En el verano de 2010, el campeón de Italia Juventus quiso fichar a Serderov, de 17 años, pero el CSKA rechazó la oferta.
El 22 de noviembre de 2011 hizo su debut profesional con el equipo ante el Lille O. S. C. por la Liga de Campeones de la UEFA, entrando como suplente en el minuto 87 del partido.

### Anzhí
En el verano de 2012 se fue al Anzhí Majachkalá. Hizo su debut en la Liga Premier de Rusia el 18 de noviembre de 2012 con el Anzhí Majachkalá en un partido contra el FC Rostov.

### Ural
En junio de 2013, Serderov se unió al recién ascendido FC Ural Ekaterimburgo en condición de préstamo de una temporada. El préstamo finalizó el 16 de agosto de 2013.

### De regreso
Regresó al Anzhi después de solo 4 partidos con el equipo, pero se convirtió en un jugador clave para la temporada 2013-14 después de los recortes presupuestarios de Anzhi con un total de 29 partidos esta temporada. Hizo su segundo debut en la Liga Premier de Rusia con el Anzhi el 17 de agosto de 2013 en la derrota por 3-0 ante el Zenit de San Petersburgo. El 17 de marzo de 2014 anotó su primer gol en la liga para el Anzhi en un partido contra el Spartak de Moscú, donde anotó en el minuto 95 para el resultado final 2-2.

### Krylia
En febrero de 2015, Serderov nuevamente fue cedido, esta vez al PFC Krylia Sovetov Samara hasta el final de la temporada. Jugó en solo 2 partidos.
Su contrato con Anzhi se disolvió de mutuo acuerdo el 28 de enero de 2016.

### Slavia Sofia
Serderov fichó por el club búlgaro Slavia Sofia el 1 de febrero de 2016, y finalmente debutó extraoficialmente para el equipo en un partido amistoso contra el campeón eslovaco Trenčín durante su estadía de entrenamiento en invierno. Hizo su debut oficial en el primer partido del Grupo A después de las vacaciones de invierno contra Cherno More Varna. Marcó su primer gol en la victoria a domicilio por 1-0 sobre Botev Plovdiv el 3 de marzo de 2016. El 24 de abril de 2016 sufrió una lesión que finalmente lo llevó a perderse el resto de la temporada.
En junio de 2017 el contrato de Serderov se rescindió de mutuo acuerdo.

### Yenisey Krasnoyarsk
El 19 de julio de 2017 Serderov firmó un contrato de dos años con Yenisey Krasnoyarsk.

### Cracovia
El 16 de agosto de 2018 Serderov firmó un contrato con el club polaco Cracovia. Salió de Cracovia de mutuo acuerdo el 2 de enero de 2019.

### Inter Zaprešić
El 14 de enero de 2019 fichó por el Inter Zaprešić de Croacia.

### Mezőkövesd
El 4 de agosto de 2020 firmó un contrato de tres años con el club húngaro Mezőkövesd.

## Clubes
| Club                              | País       | Año       |
| --------------------------------- | ---------- | --------- |
| P. F. C. CSKA Moscú               | Rusia      | 2010-2012 |
| F. K. Anzhí Majachkalá            | Rusia      | 2012-2015 |
| F. C. Ural Ekaterimburgo (cesión) | Rusia      | 2013      |
| P. F. C. Krylia Sovetov (cesión)  | Rusia      | 2015      |
| P. F. C. Slavia Sofia             | Bulgaria   | 2016-2017 |
| F. C. Yenisey Krasnoyarsk         | Rusia      | 2017-2018 |
| K. S. Cracovia                    | Polonia    | 2018-2019 |
| N. K. Inter Zaprešić              | Croacia    | 2019-2020 |
| Mezőkövesd-Zsóry                  | Hungría    | 2020-2021 |
| N. K. Istra 1961                  | Croacia    | 2021-2023 |
| F. C. Aktobe (cedido)             | Kazajistán | 2022      |
| Sogdiana Jizzakh                  | Uzbekistán | 2023      |
| F. C. Dynamo Majachkalá           | Rusia      | 2023-     |